# Hawk Nelson
Hawk Nelson egy kanadai keresztény rock együttes Peterborough-ból.

## Pályafutás

### Kezdetek
Hawk Nelson elődjét Jason Dunn, Dave Clark és Matt Paige alakította Peterborough-ban Swish néven (a Reason Being
rövidítéseként). Ezalatt Daniel Biro egy négy tagból álló együttes, a Cheese Monkeys from Planet Nine fronténekese volt
Barrie-ből (Ontario).
A zenekar megalakulása után Kanadában, Ontario-ban játszottak és túrnéztak, mielőtt a Tooth & Nail Records nevű kiadó
szerződtette, Trevor McNevan ajánlásával, aki a Tooth & Nail társaként működő Thousand Foot Krutch együttes
fronténekese volt. McNevan - szintén az ontario-i Peterborough-ból - fedezte fel a zenekart. 2004 júliusában adta ki
Hawk Nelson a Letter to the President című lemezét. A kiadásban Aaron Sprinkle és McNevan segített, akik a korongon
hallható 14 dal megírásában is közreműködtek. A dalok közül néhányhoz klip is készült, mint a California c.
számhoz.
Az együttes 2006. április 4-én kiadta második stúdióalbumát Smile, It's the End of the World címmel. Az album dalainak társírója Trevor McNevan volt, a Thousand Foot Krutch tagja. Az album 2006-ban megnyerte a GMA Canada Covenant díjat, "Modern Rock/Az év Alternatív Albuma" kategóriában.
Hawk Nelson harmadik albuma a Hawk Nelson Is My Friend, melyben társíróként segédkezett Trevor McNevan,  Raine Maida, az Our Lady Peace tagja és Richard Marx. Az együttest Grammy díjra jelölték "Best Recording Package" kategóriában Hawk Nelson Is My Friend című lemezükért.

### Újabb sikerek
2009. július 21-én adták ki második kislemezüket a "The Meaning Of Life"-ot, a Live Life Loud egyik dalát. 2009. augusztus 8-tól a Keresztény Rádió elkezdte játszani az "Alive" című számukat szintén a Live Life Loud-ról.
2009. szeptember 22-én adták ki legújabb lemezüket, a Live Life Loud-ot, mely stílusában és hangzásában kicsit eltér a többitől. A jól megszokott pop-punk stílus helyett akusztikus lágyulás figyelhető meg. Érdekesség, hogy a borítón a gitáros,  Jonathan Steingard kutyája, Murphy látható.

## Tagok

### Jelenlegi tagok
- Jason Dunn - énekes, zongora (2002-től)
- Daniel Biro - basszusgitár, vokál (2002-től)
- Jonathan Steingard - gitár, vokál (2004-től)
- Justin Benner - dob (2008-tól)

### Korábbi tagok
- Dave 'Davin' Clark - gitár (2002-2004)
- Matt 'Matty' Paige - dob (2002-2005)
- Aaron 'Skwid' Tosti - dob (2005-2007)

## Albumok
- Saturday Rock Action (2003)
- Letters to the President (2004. július 13.)
- Smile, It's the End of the World (2006. április 4.)
- Hawk Nelson Is My Friend (2008. április 1.)
- Live Life Loud (2009. szeptember 22.)
- Crazy Love (2011. február 8.)

## Klipek
- "California" (Letters to the President, 2004)
- "Every Little Thing" (Letters to the President, 2004)
- "From Underneath" (Letters to the President, 2004)
- "Letters to the President" (Letters to the President, 2005)
- "Bring 'Em Out" (Soundtrack: Yours, Mine and Ours, 2005)
- "The One Thing I Have Left" (Smile, It's the End of the World, 2006)
- "Zero" (Smile, It's the End of the World, 2007)
- "Friend Like That" (Hawk Nelson Is My Friend, 2008)
- "Live Life Loud" (Live Life Loud, 2009)
- "Shaken" (Live Life Loud, 2009)
- "Crazy Love" ("Crazy Love", 2011)

## Külső hivatkozások
- Hawk Nelson Hivatalos Honlap
- Hawk Nelson Is My Friend